# Союз земцев-конституционалистов
Союз земцев-конституционалистов — нелегальная либеральная политическая организация деятелей левого крыла земского движения.
Союз земцев-конституционалистов был создан в Москве по инициативе Петра и Павла Долгоруковых и Д. И. Шаховского. На первом съезде 8 ноября 1903 в Москве присутствовало свыше 30 делегатов из 20 губерний, участники съезда высказались за установление конституционной монархии. Целью организации провозглашалась подготовка обращения к царю с ходатайством о введении конституции.
В 1905 году объединившись с «Союзом Освобождения», создали Конституционно-демократическую партию (кадеты).